# Leichtathletik-Länderkampf 1925 Schweiz – Deutschland
| 2. Leichtathletik-Länderkampf mit deutscher Beteiligung 1925 | 2. Leichtathletik-Länderkampf mit deutscher Beteiligung 1925 |
| ------------------------------------------------------------ | ------------------------------------------------------------ |
|                                                              |                                                              |
| Ländervergleich Schweiz – Deutschland                        |                                                              |
| Austragungsort                                               | Basel                                                        |
| Wettbewerbe                                                  | 15                                                           |
| Datum                                                        | 30. August 1925                                              |
| 1. Deutschland 2. Schweiz                                    | 89 Punkte 53 Punkte                                          |
| Chronik                                                      |                                                              |
| ← AUT-CSK-GER-HUN-YUG                                        | einziger LK 1926:00 SUI-GER →                                |

Im Leichtathletik-Länderkampfjahr 1925 war der bereits seit 1921 jährlich stattfindende Vergleich zwischen den Schweizer und deutschen Leichtathleten der zweite Länderkampf der Saison. Es kam zur schon fünften Austragung dieser beiden Länder. Gastgeber war nach Düsseldorf im Vorjahr nun wieder die Schweizer Stadt Basel war. Zum fünften Mal hieß der Sieger Deutschland, diesmal mit 89 zu 53 Punkten. In den kommenden Jahren wurde diese Begegnung bis einschließlich 1938 weiterhin alljährlich ausgetragen.
Deutschland kam mit diesmal 89 zu 53 Punkten zu seinem fünften Sieg.

## Modus
In diesem Jahr wurden die Regeln zum ersten Mal geändert und es gab eine Entwicklung hin zum später in allen Länderkämpfen mit zwei Teams etablierten Verfahren. Weiterhin traten je Wettbewerb und Nation zwei Athleten gegeneinander an. Gewertet wurde nun anders: In den Einzeldisziplinen erhielt der Sieger vier, der Zweitplatzierte drei, der Drittplatzierte zwei Punkte. Der Athlet auf dem letzten Rang bekam noch einen Punkt zugeschrieben. Es gab also eine Abkehr vom System mit Strafpunkten, nun siegte die Mannschaft mit der höheren Punktzahl. Die einzig noch bevorstehende Änderung bestand darin, dass der Sieger eines Einzelwettbewerbs mit fünf statt vier Punkten besonders belohnt wurde.

## Legende
Kurze Übersicht zur Bedeutung der Symbolik – so üblicherweise auch in sonstigen Veröffentlichungen verwendet:
| k. A. | keine Angabe |

## Resultate

### 100 m
| Platz | Athlet         | Land | Zeit (s) |
| ----- | -------------- | ---- | -------- |
| 1     | Helmut Körnig  | GER  | 00011,0  |
| 2     | Richard Corts  | GER  | ca. 11,1 |
| 3     | Karl Borner    | SUI  | 00011,4  |
| 4     | Victor Moriaud | SUI  | k. A.    |

### 200 m
| Platz | Athlet            | Land | Zeit (s) |
| ----- | ----------------- | ---- | -------- |
| 1     | Helmut Körnig     | GER  | 22,0     |
| 2     | Karl Borner       | SUI  | 22,8     |
| 3     | Arthur Schluchter | SUI  | 22,8     |
| 4     | Hermann Schlöske  | GER  | k. A.    |

### 400 m
| Platz | Athlet           | Land | Zeit (s) |
| ----- | ---------------- | ---- | -------- |
| 1     | Josef Imbach     | SUI  | 49,7     |
| 2     | Reinhold Schmidt | GER  | 50,2     |
| 3     | Otto Faist       | GER  | k. A.    |
| 4     | Christian Simmen | SUI  | k. A.    |

### 800 m
| Platz | Athlet            | Land | Zeit (min)      |
| ----- | ----------------- | ---- | --------------- |
| 1     | Otto Peltzer      | GER  | 1:55,8          |
| 2     | Hermann Engelhard | GER  | ca. 15 m zurück |
| 3     | Bec               | SUI  | 2:00,8          |
| 4     | Sollberger        | SUI  | k. A.           |

### 1500 m
| Platz | Athlet          | Land | Zeit (min) |
| ----- | --------------- | ---- | ---------- |
| 1     | Herbert Böcher  | GER  | 4:16,2     |
| 2     | Hermann Walpert | GER  | 2 m zurück |
| 3     | Hoffmann        | SUI  | 4:17,0     |
| 4     | Mercier         | SUI  | k. A.      |

### 5000 m
| Platz | Athlet          | Land | Zeit (min)       |
| ----- | --------------- | ---- | ---------------- |
| 1     | Peter Frandsen  | GER  | 15:54,4          |
| 2     | Hermann Walpert | GER  | etwa 90 m zurück |
| 3     | Liechti         | SUI  | 16:15,3          |
| 4     | Oschwald        | SUI  | k. A.            |

### 110 m Hürden
| Platz | Athlet            | Land | Zeit (s)       |
| ----- | ----------------- | ---- | -------------- |
| 1     | Heinrich Troßbach | GER  | 00015,6        |
| 2     | Fritz Köpke       | GER  | ca. 16,3       |
| 3     | Adolf Meier       | SUI  | 00016,4        |
| 4     | Max Stauber       | SUI  | ca. 4 m zurück |

### 4 × 100 m Staffel
| Platz | Besetzung       | Land                                                      | Zeit (s) |
| ----- | --------------- | --------------------------------------------------------- | -------- |
| 1     | Deutsches Reich | Richard Corts Helmut Körnig Otto Faist Hermann Schlöske   | 42,2     |
| 2     | Schweiz         | Josef Imbach Victor Moriaud Arthur Schluchter Adolf Meier | 43,9     |

### Olympische Staffel (800m – 400m – 200m – 100m)
| Platz | Besetzung       | Land                                                       | Zeit (min) |
| ----- | --------------- | ---------------------------------------------------------- | ---------- |
| 1     | Deutsches Reich | Herbert Böcher Otto Peltzer Reinhold Schmidt Richard Corts | 3:29,2     |
| 2     | Schweiz         | Bec Christian Simmen Karl Borner Adolf Meier               | 3:34,6     |

### Hochsprung
| Platz | Athlet        | Land | Höhe (m) |
| ----- | ------------- | ---- | -------- |
| 1     | Max Stauber   | SUI  | 1,76     |
| 1     | Tratschin     | SUI  | 1,76     |
| 3     | Achilles Reeg | GER  | 1,66     |
| 3     | Fritz Köpke   | GER  | 1,66     |

### Stabhochsprung
| Platz | Athlet           | Land | Höhe (m) |
| ----- | ---------------- | ---- | -------- |
| 1     | Achilles Reeg    | GER  | 3,60     |
| 2     | Ernst Gerspach   | SUI  | 3,50     |
| 3     | Henry Schumacher | GER  | 3,40     |
| 4     | Böser            | SUI  | 3,20     |

### Weitsprung
| Platz | Athlet            | Land | Weite (m) |
| ----- | ----------------- | ---- | --------- |
| 1     | Fritz Köpke       | GER  | 7,04      |
| 2     | Henry Schumacher  | GER  | 6,77      |
| 3     | Adolf Meier       | SUI  | 6,66      |
| 4     | Arthur Schluchter | SUI  | 6,64      |

### Kugelstoßen
| Platz | Athlet          | Land | Weite (m) |
| ----- | --------------- | ---- | --------- |
| 1     | Willi Schröder  | GER  | 13,66     |
| 2     | Heinrich Kulzer | GER  | 13,33     |
| 3     | Werner Nüesch   | SUI  | 13,18     |
| 4     | Böser           | SUI  | 12,18     |

### Diskuswurf
| Platz | Athlet           | Land | Weite (m) |
| ----- | ---------------- | ---- | --------- |
| 1     | Hans Hoffmeister | GER  | 43,98     |
| 2     | Arturo Conturbia | SUI  | 42,95     |
| 3     | Max Grafwallner  | GER  | 40,78     |
| 4     | Werner Nüesch    | SUI  | 38,65     |

### Speerwurf
| Platz | Athlet           | Land | Weite (m) |
| ----- | ---------------- | ---- | --------- |
| 1     | Walter Lüdeke    | GER  | 57,92     |
| 2     | Willi Hauer      | GER  | 56,95     |
| 3     | Rima             | SUI  | 52,03     |
| 4     | Adrian Wäckerlin | SUI  | 51,62     |